# Vinculaspis virgata
Vinculaspis virgata är en insektsart som först beskrevs av Ferris 1941.  Vinculaspis virgata ingår i släktet Vinculaspis och familjen pansarsköldlöss. Inga underarter finns listade i Catalogue of Life.